# Нюсляйн, Ганс
Ганс Нюсляйн (нем. Hans Nüsslein; 31 марта 1910, Нюрнберг — 28 июня 1991, Альтенкирхен) — германский профессиональный теннисист и теннисный тренер. Один из лидеров мирового профессионального тенниса в период его становления в 1930-е годы, двукратный чемпион Франции среди профессионалов, победитель профессионального чемпионата США 1934 года и чемпионата Уэмбли 1937 года, чемпион мира среди профессионалов 1933 года. Член Международного зала теннисной славы с 2006 года.

## Игровая карьера
Ганс Нюсляйн вырос в Нюрнберге, где подавал игрокам мячи в местном теннисном клубе. Он рано начал профессиональную теннисную карьеру, приняв в качестве награды за победу в местном турнире комплект одежды, поэтому турниры Большого шлема, в которых соревновались только любители, оказались для него закрыты. В результате он занялся преподаванием тенниса как профессионал и одновременно включился в профессиональные теннисные турниры, уже в 1930 году став финалистом профессионального чемпионата Германии, а в сентябре следующего года — его победителем. Вскоре после победы на чемпионате Германии он на равных конкурировал с именитыми участниками европейского профессионального турне, победив баска Мартина Плаа и чешского ветерана Карела Кожелуга и дважды доиграв до решающего пятого сета в матче с лидером мирового профессионального тенниса Биллом Тилденом, уступив в итоге в Гамбурге со счётом 6-3, 3-5, 2-6, 6-2, 6-8, а в Берлине со счётом 6-4, 4-6, 4-6, 6-3, 1-6. В последнем матче турне, в Париже, Тилден реабилитировался, безжалостно разгромив молодого немца, которого пресса уже начала было сравнивать с ведущим любителем мира Анри Коше.
Начиная с 1932 года Нюсляйн стал постоянным участником главных баталий теннисных профессионалов. Он всё ещё чаще проигрывал Тилдену, чем побеждал его (в основном на грунте, где мощные удары американца были менее эффективны), но они вдвоём уже составляли основной пункт программы профессионального тура. На профессиональном чемпионате США 1932 года, проходившем на грунтовых кортах, Нюсляйн уступил в финале Кожелугу, перед этим переигравшему в полуфинале Тилдена. В сентябре на берлинском турнире, носившем название чемпионата мира среди профессионалов, он остался третьим после Плаа и Тилдена. На следующий год в этом же турнире, проходившем теперь по системе плей-офф, он победил всех соперников, в том числе и Тилдена, вымотав того в финальном матче, закончившемся со счётом 1-6, 6-4, 7-5, 6-3. После матча сорокалетний Тилден назвал своего соперника «лучшим игроком мира на нынешний день». По сравнению с чемпионатом США, состав этого турнира в 1933 году был более сильным, и теннисный историк Рэй Боуэрс соглашается с Тилденом, называя Нюсляйна — его победителя — сильнейшим профессионалом мира 1933 года, хотя ещё в начале сезона Тилден выглядел сильнее.
В 1934 году Нюсляйн добавил к титулу чемпиона мира среди профессионалов звание чемпиона США. В полуфинале чемпионата США, проходившего в августе в Чикаго в отсутствие гастролировавшего по Европе Тилдена, он победил в полуфинале только что перешедшего в профессионалы Эллсуорта Вайнза, а в финале — Кожелуга. В конце сентября он в очередной раз выиграл берлинский турнир, не носивший больше названия чемпионата мира, разгромив всех соперников-европейцев. Большой интерес в Германии вызвала его товарищеская встреча на корте с ведущим любителем Германии — бароном Готфридом фон Краммом, на которую букмекеры принимали ставки в соотношении 2:1 в пользу профессионала. Тем не менее Нюсляйн, выиграв первый сет, за весь остаток матча сумел взять только семь геймов, выглядя усталым и проигрывая фом Крамму на грунте, который считался лучшим покрытием для обоих, но от которого он отвык, играя в профессиональных турах в основном на искусственном покрытии. В конце года он проиграл Вайнзу в круговом турнире на лондонском стадионе «Уэмбли», заняв второе место, а на профессиональном чемпионате Франции в Париже уступил ему же в финале, по итогам года заняв в профессиональном рейтинге твёрдое второе место. В 1935 году, когда доминирование Вайнза в мире профессионального тенниса было неоспоримым, Нюсляйн оставался для него наиболее серьёзным соперником, выигрывая примерно в одной встрече из четырёх. Весной он работал как тренер с теннисной сборной США и принял участие в показательном матче игроков американской команды. Сборную США составляли пятый и шестой номера мирового любительского рейтинга Уилмер Эллисон (бывший на пять лет старше Нюсляйна) и Сидни Вуд, а вместе с Нюсляйном выступал молодой американский любитель Дон Бадж. Немец выиграл оба своих матча в одиночном разряде у своих подопечных, а Бадж добавил к этому победу над Эллисоном. Позже Нюсляйн проиграл в четырёх сетах Вайнзу в финале профессионального чемпионата Франции, а неувядаемому Тилдену, также в четырёх сетах, в полуфинале чемпионата Уэмбли, в промежутке в очередной раз выиграв чемпионат Германии.
В 1936 году пути Вайнза и Нюсляйна полностью разошлись, и они не встретились между собой ни разу. Нюсляйн работал в качестве тренера сборной Германии в Кубке Дэвиса и громил соперников в европейских турнирах (в том числе перешедшего в профессионалы Анри Коше на чемпионате в Саутпорте), а Вайнз оставался в основном по другую сторону Атлантики. Встреча не состоялась, в частности, и потому, что чемпионат Уэмбли в этом году не проходил, а конфликт в Ассоциации профессионального лаун-тенниса США привёл к бойкоту ведущими игроками профессионального чемпионата этой страны. На профессиональный чемпионат Франции были заявлены двое американцев, выступавших в это время в Европе, но не Вайнз. Следующие два года принесли Нюсляйну сразу три титула в трёх финалах на «Уэмбли» и профессиональном чемпионате Франции (лондонский турнир не проводился в 1938 году): он дважды переиграл в финалах Тилдена и один раз Коше, а также ещё дважды подряд победил в Саутпорте. Эти победы, однако, были достигнуты на фоне того, что двое ведущих профессионалов мира — Вайнз и завершивший любительскую карьеру Фред Перри — в Европе почти не появлялись и ни разу за 1937 год не сыграли против Нюсляйна.
В 1939 году, в последний предвоенный год, американские профессионалы, усиленные бывшим учеником Нюсляйна и недавним обладателем Большого шлема Доном Баджем, снова появились в Европе. Нюсляйн уступил Вайнзу и Баджу в круговом турнире на «Уэмбли», заставив, однако, последнего, выложиться полностью в красивом матче, напоминавшем поединки Баджа с Готфридом фон Краммом в Кубке Дэвиса и окончившемся со счётом 13-11, 2-6, 6-4. В августе в Саутпорте, тем не менее, он одержал четвёртую победу подряд, победив Вайнза в неудачный для того день, а в финале обыграв Тилдена, который накауне преподнёс сенсацию и выбил из борьбы Баджа. Этот турнир стал последним общим для немца и представителей США накануне начала мировой войны, которая фактически означала и конец карьеры для Нюсляйна.
Во время войны Ганс Нюсляйн служил в противовоздушных частях вермахта, а по её окончании вернулся к тренерской работе. Среди теннисистов, с которыми он работал, были представители Германии Вильгельм Бунгерт и Кристиан Кюнке. На протяжении многих лет, начиная ещё с довоенного периода, Нюсляйн сотрудничал с кёльнским «Рот-Вайс-клубом», где в 1980 году в его честь был учреждён специальный фонд в поддержку юношеского тенниса. Он умер от последствий инсульта летом 1991 года.
Раннее начало профессиональной карьеры, означавшее для Нюсляйна невозможность участвовать в турнирах Большого шлема и розыгрышах Кубка Дэвиса, означало также, что он оставался практически неизвестным для рядовых поклонников тенниса. Тем не менее в 2006 году, через 15 лет после смерти, его имя было включено в списки Международного зала теннисной славы.

## Стиль игры
Как его предшественник в роли сильнейшего профессионала Европы, Карел Кожелуг, Нюсляйн был мастером игры с задней линии, предпочитавшим «медленные» грунтовые корты всем остальным. Мощные глубокие удары с задней линии были его основным оружием, вместе с хорошей скоростью на корте. Хотя Нюсляйн, в отличие от Кожелуга, не исповедовал откровенно защитный теннис, к сетке он выходил редко и неуверенно, побеждая за счёт стабильности и выносливости.

## Участие в финалах турниров «профессионального Большого шлема»
Одиночный разряд (4+2)
| Результат | Год  | Турнир                | Соперник в финале | Счёт в финале           |
| --------- | ---- | --------------------- | ----------------- | ----------------------- |
| Поражение | 1932 | Чемпионат США         | Карел Кожелуг     | 2-6, 3-6, 5-7           |
| Победа    | 1934 | Чемпионат США         | Карел Кожелуг     | 6-4, 6-2, 1-6, 7-5      |
| Поражение | 1935 | Чемпионат Франции     | Эллсуорт Вайнз    | 8-10, 4-6, 6-3, 1-6     |
| Победа    | 1937 | Чемпионат Франции     | Анри Коше         | 6-2, 8-6, 6-3           |
| Победа    | 1937 | Чемпионат Уэмбли      | Билл Тилден       | 6-3, 3-6, 6-3, 2-6, 6-2 |
| Победа    | 1938 | Чемпионат Франции (2) | Билл Тилден       | 6-0, 6-1, 6-2           |